# Bad Mergentheim
Bad Mergentheim est une ville allemande dans le Bade-Wurtemberg, sur la Route romantique. Bad signifie …-les-Bains en français. L’ancienne ville de résidence des grands maîtres allemands de l’ordre des chevaliers Teutoniques au XVIe siècle (elle s'appelait alors Mariendal) a acquis une réputation internationale comme station thermale depuis nombre d'années. Bad-Mergentheim est célèbre pour son château, qui fut le siège du grand maître de l’ordre Teutonique, avec sa chapelle et son musée. Elle doit sa fréquentation à sa situation sur la Route romantique.

## Parties de la ville
(habitants)
Mergentheim-Ville (13 000), Althausen (600), Apfelbach (350), Dainbach (370), Edelfingen (1 400), Hachtel (360), Herbsthausen (200), Löffelstelzen (1 000), Markelsheim (2 000), Neunkirchen (790), Rengershausen (480), Rot (260), Stuppach (680), Wachbach (1 300)

## Histoire
Le toponyme de Mergentheim est mentionné pour la première fois en 1058 dans un diplôme comme Mergintaim (comitatus Mergintaim in pago Tubergewe). En 1280, le duc Jean de Lorraine abandonne à cette colonie les droits d'octroi. Le 2 juillet 1340, Mergentheim reçoit les droits urbains sur la requête du grand maître de l'ordre Teutonique Wolfgang von Nellenburg auprès de l'empereur Louis de Bavière. De 1526 à 1809, Mergentheim est le siège de l’ordre Teutonique, avec notamment la chambre des comptes (Meistertum Mergentheim).
Le prince-électeur Clément-Auguste de Bavière commande à Giambattista Pittoni en 1734 un retable pour l'église du château.
En 1809, la ville est rattachée au royaume de Wurtemberg, devenant par là le chef-lieu administratif du Wurtemberg. En juin 1809, un soulèvement anti-français motivé par l'augmentation de l'effectif des conscriptions, est réprimé par l'armée wurtembergeoise ; le château demeure intact et la peine de mort n'est prononcée que contre les meneurs,. En 1826, les sources miraculeuses sont redécouvertes, faisant de Mergentheim une ville thermale à la mode. Le nom de la ville ne sera cependant complété du préfixe Bad qu’en 1926. En 1938, le grand-bailliage de Mergentheim devient l'arrondissement de Mergentheim.
La synagogue de Bad Mergentheim fut profanée et démolie au cours de la nuit de Cristal, du 9 au 10 novembre 1938. Comme pour les autres synagogues d'Allemagne, les membres des NSKK et des SA en brisèrent les fenêtres, et détruisirent les vitrines de commerçants juifs, comme le magasin de chaussures Springmann dans la Bahnhofstrasse. Un certain nombre de juifs ont été enrôlés de force dans la Schutzhaft. Un monument a été érigé en 1978 sur des terrains de l’Église protestante en souvenir de ces déprédations. Une plaque commémorative dédiée aux victimes de la Shoah a aussi été dressée dans la cour du lycée professionnel St. Bernhard au no 15 de la Holzapfelgasse.
À l'issue de la Seconde Guerre mondiale, Bad Mergentheim fut intégrée à la Zone d'occupation américaine en Allemagne. L'administration militaire américaine y institua un camp de réfugiés pour les Allemands expulsés. La plupart des réfugiés venaient de Lituanie.

## Jumelages
- Sainte-Marie-du-Mont (Manche) (France) depuis 1967
- Fuefuki (Japon) depuis 1991
- Borgomanero (Italie)
- Digne-les-Bains (France) depuis 1967

## Personnalités liées à la commune
- Georges Hund von Wenkheim, grand-maître de l'ordre Teutonique de 1566 à 1572 ;
- Eduard Mörike, (1804-1875), écrivain romantique a habité à Bad Mergentheim: 1844-1851 ;
- Ottmar Mergenthaler, (1854-1899), technicien germano-américain, né à Bad Mergentheim-Hachtel ;
- Heinz Weinmann, écrivain québécois né à Bad Mergentheim ;
- Wolfgang Reinhart, né le 3 mai 1956 à Bad Mergentheim, est un homme politique allemand membre de l'Union chrétienne-démocrate d'Allemagne (CDU) ;
- Steve Pasek (1975-), égyptologue.

## Galerie

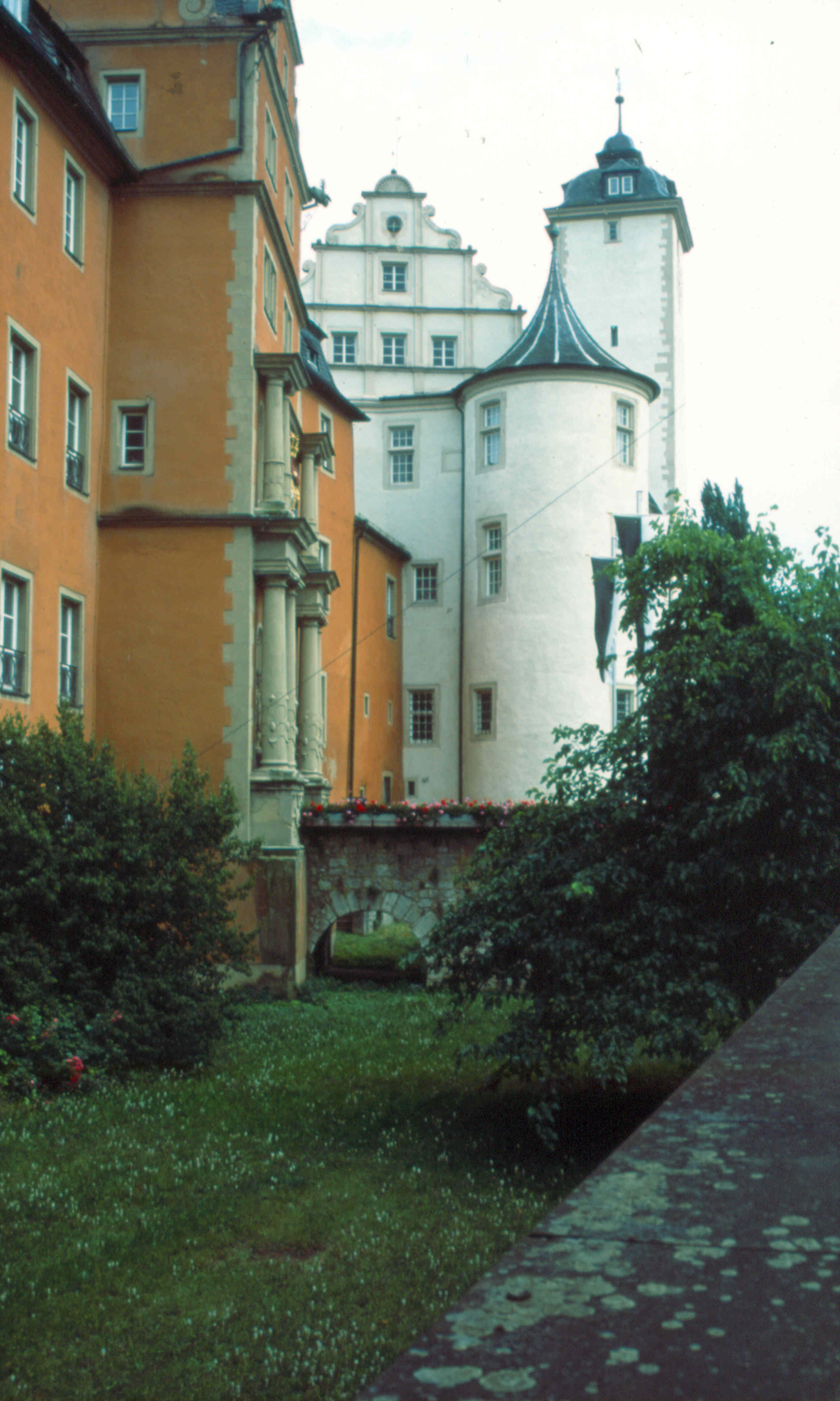
Entrée du château des Chevaliers Teutoniques
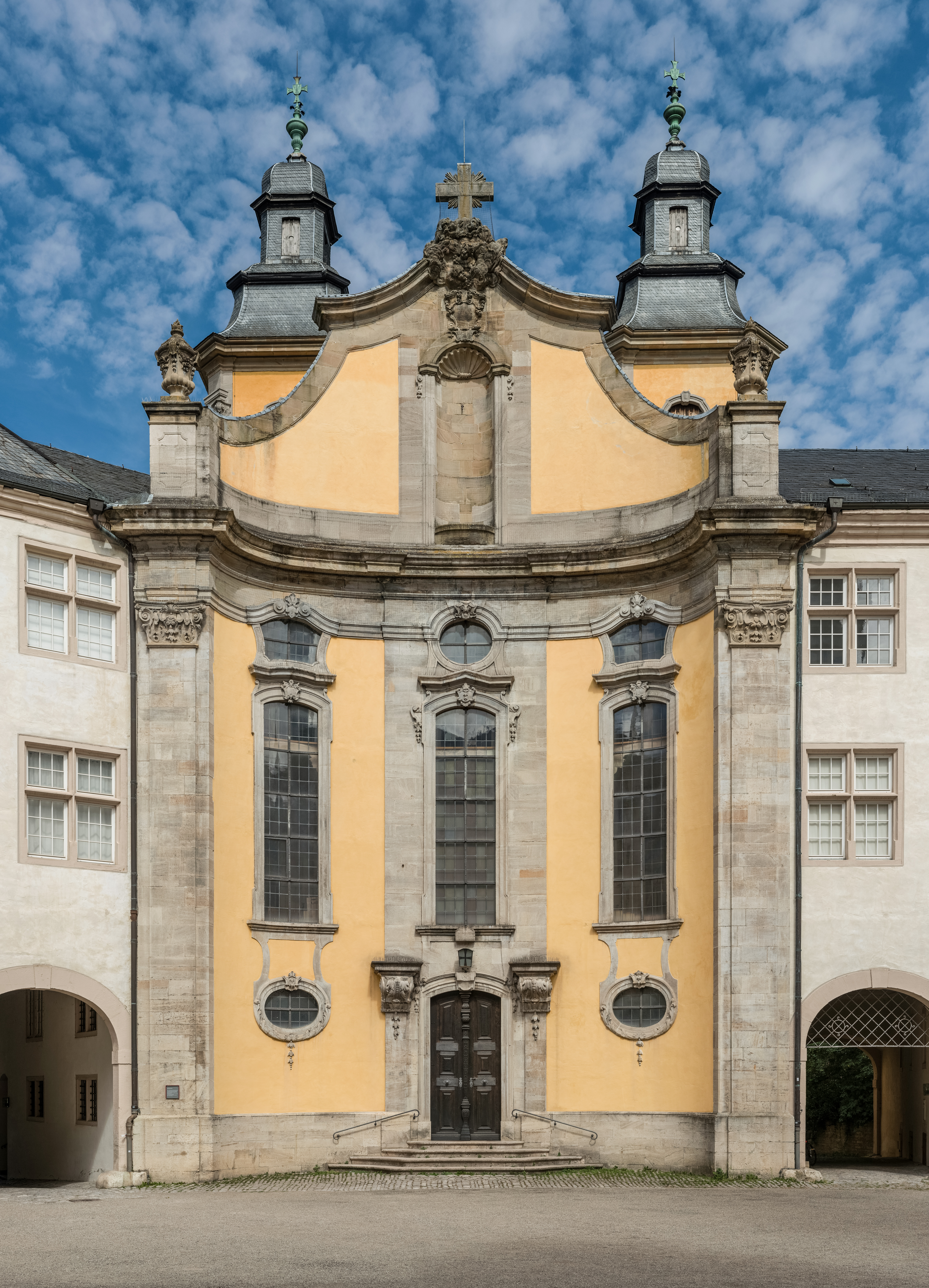
La Schlosskirche, dans le Deutschordenskommende Mergentheim (de)

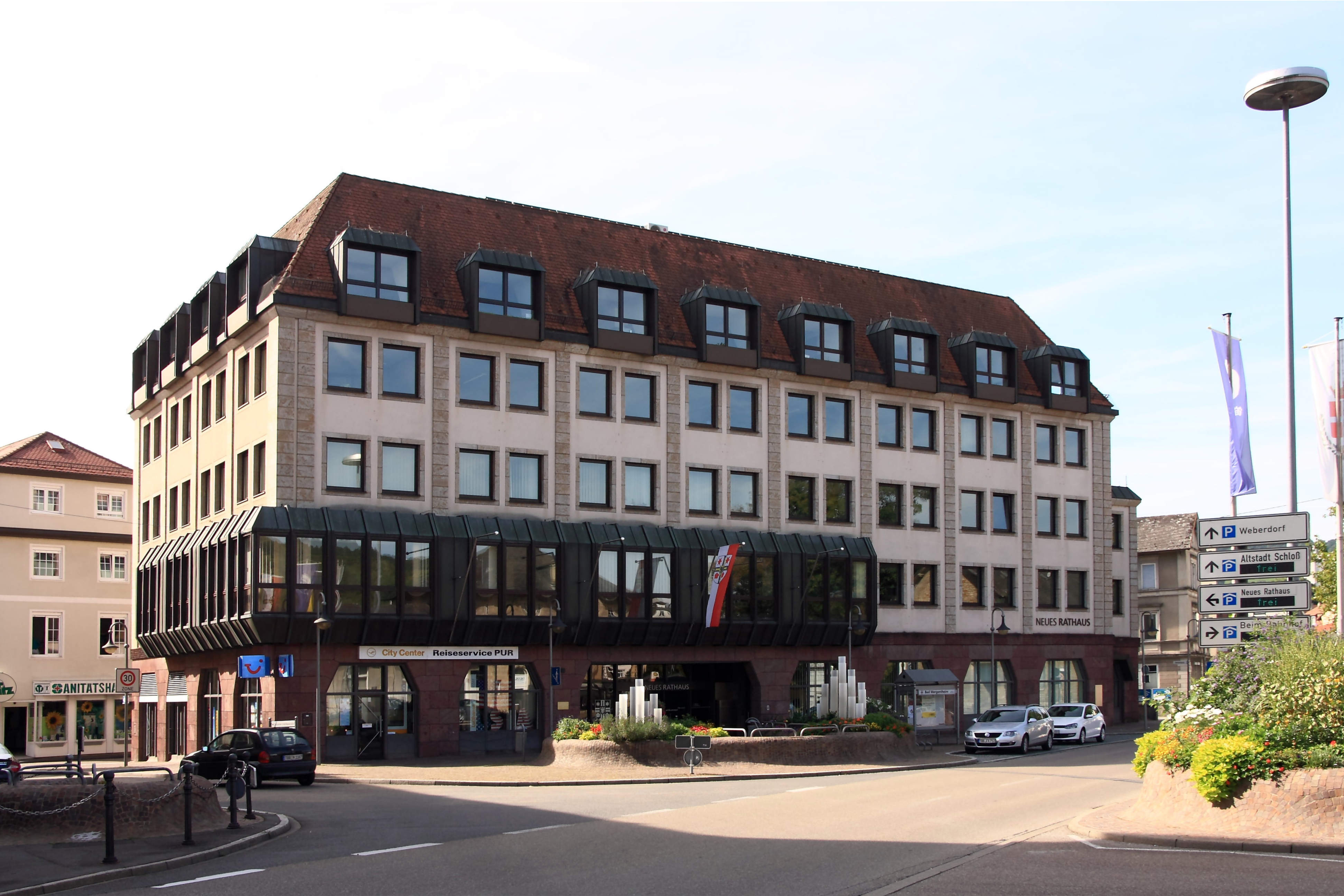
Hôtel de Ville de Bad-Mergentheim
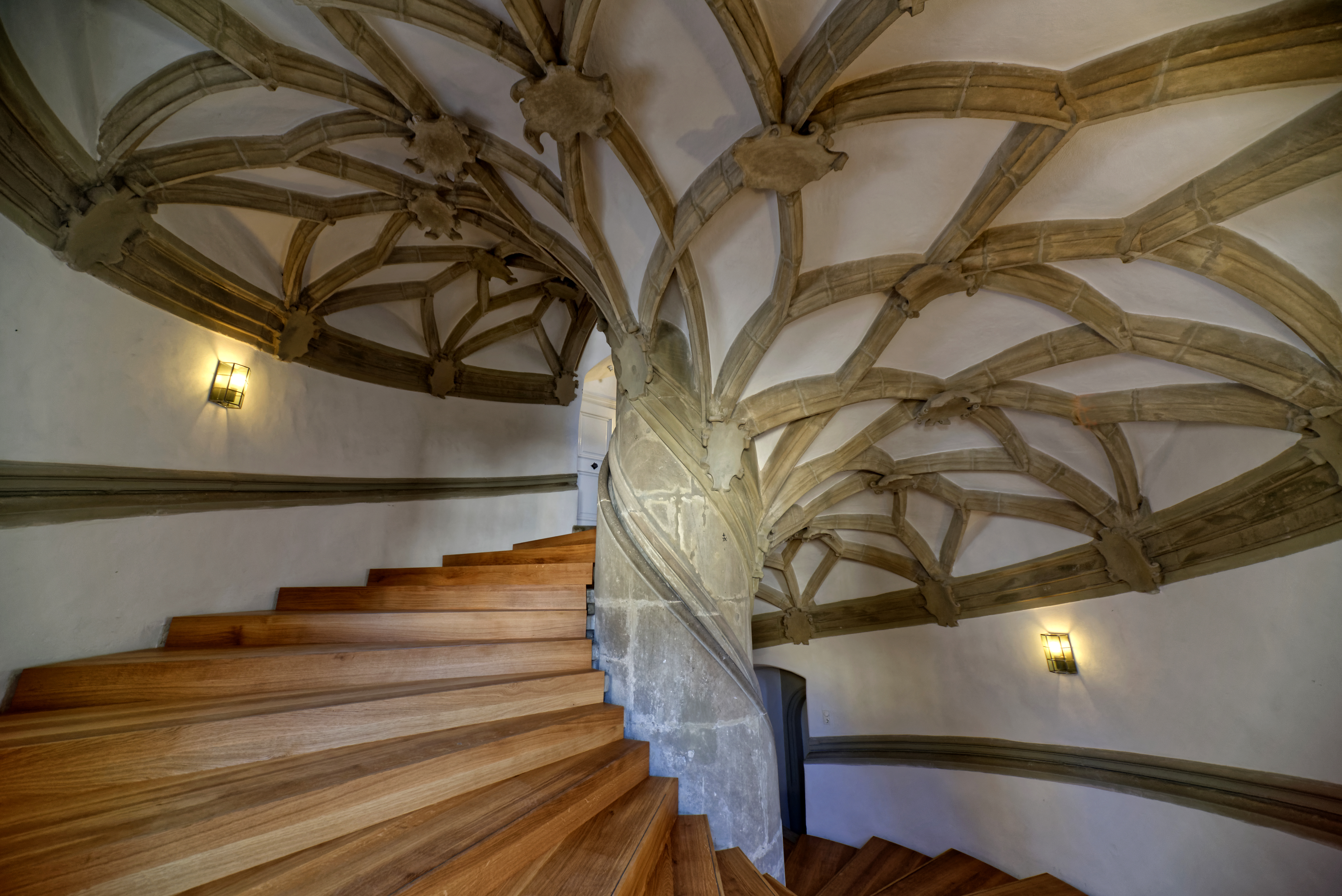
Escalier intérieur de l'Hôtel de Ville
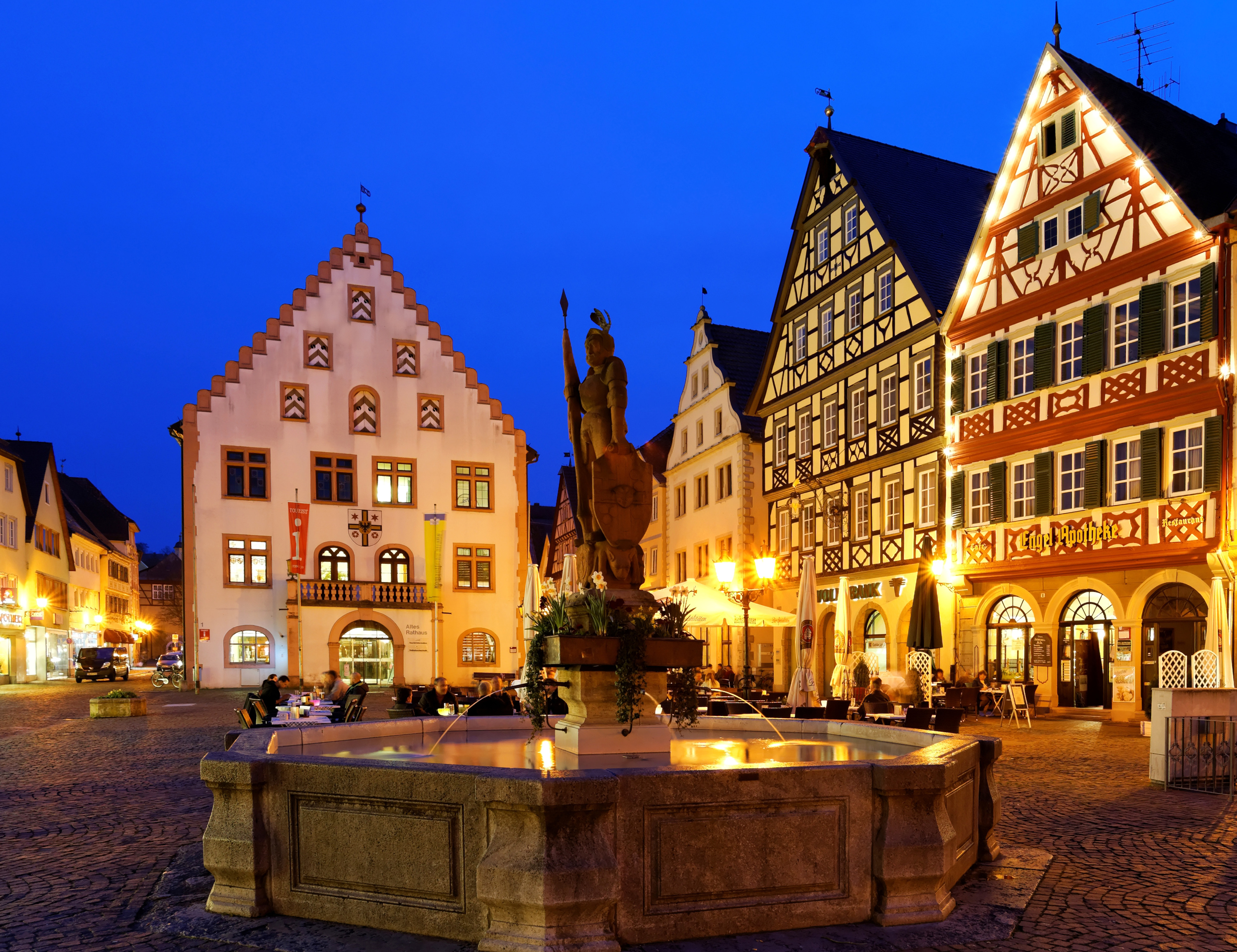
Vieil Hôtel de Ville, Milchlingsbrunnen (fontaine de traite)
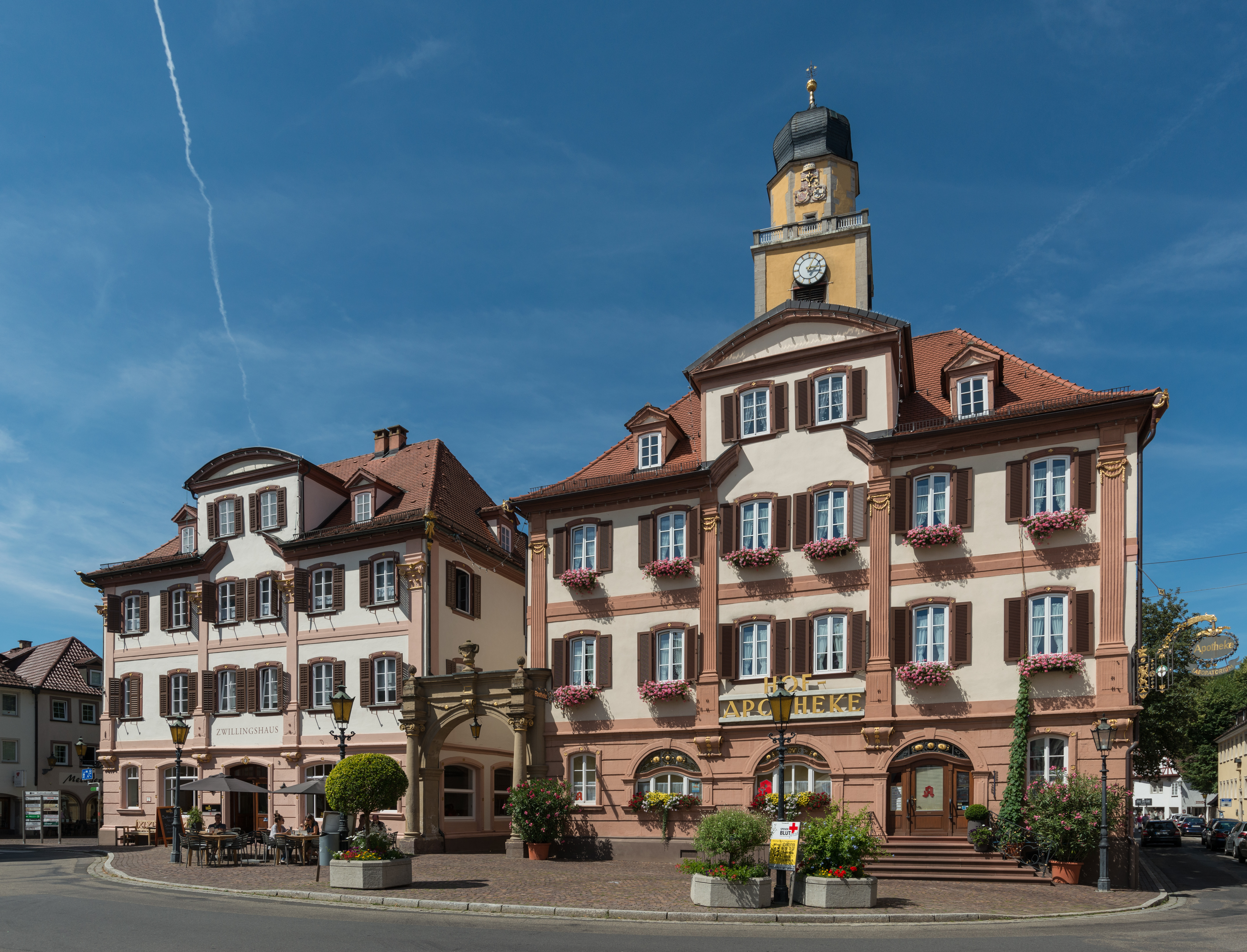
Maison jumelle et pharmacie de cour
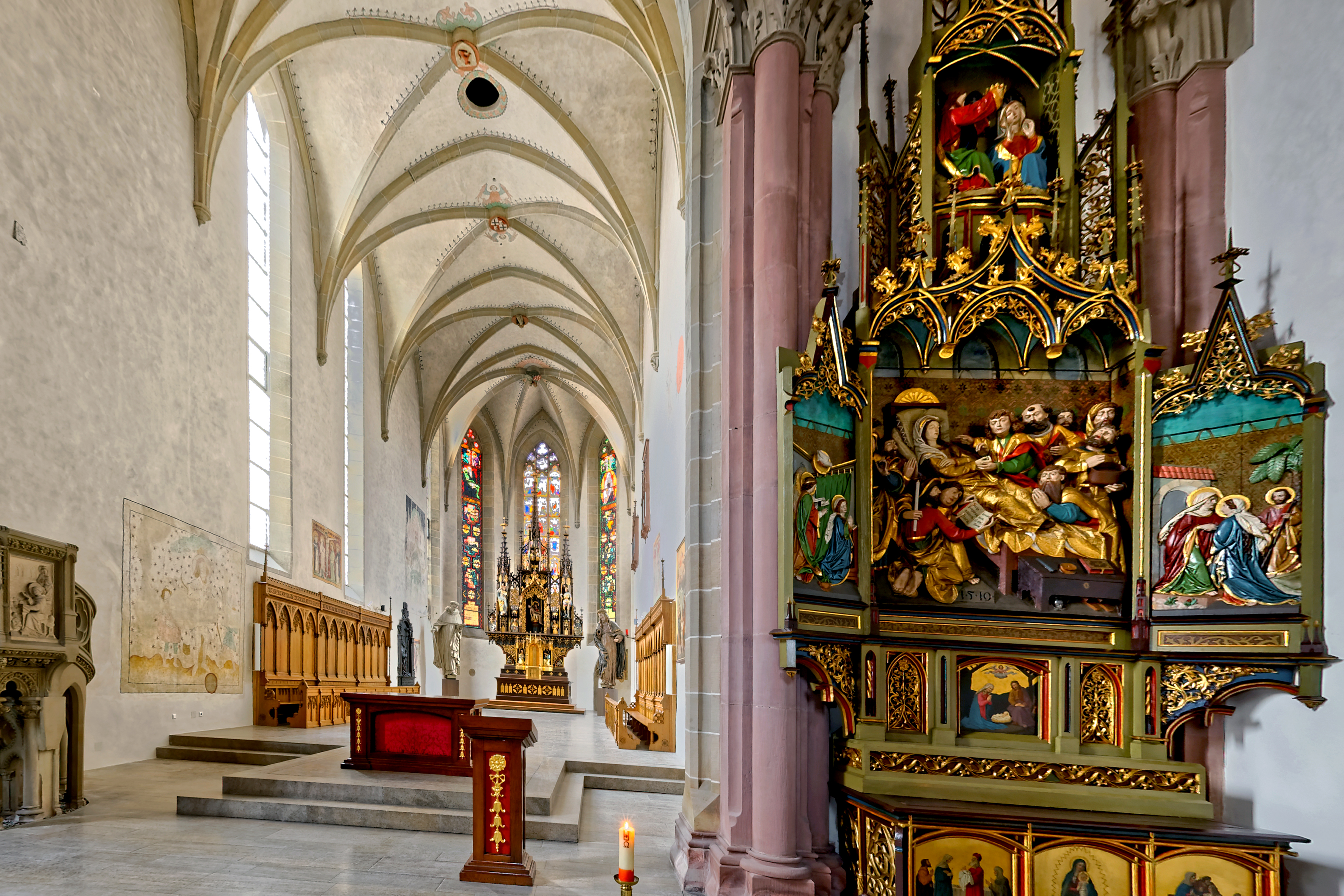
Marienkirche